# Јована Мишковић
Јована Мишковић (Крагујевац, 2. јун 1982) српска је глумица.

## Биографија
Похађала је драмски студио крагујевачког Дома омладине. Студије глуме уписала је 2001, на новосадској Академији уметности, у класи Виде Огњеновић коју је преузео Љубослав Мајера. Ангажована је у ансамблу Драме Српског народног позоришта од 2006. године.
Награђена је за улогу Јулије у представи Ромео и Јулија, али и Хамлета у истоименој експерименталној поставци редитеља Николе Завишића.
Десет година уметничког рада обележила је улогом Савете у представи Аника и њена времена у новембру 2017.
Појавила се у више телевизијских серија, а позајмила је и глас једном од ликова у анимираном филму Гарфилд 2.

## Улоге

### Позоришне представе
| Наслов                         | Улога                         | Редитељ                   | Позориште                         | Премијера           |
| ------------------------------ | ----------------------------- | ------------------------- | --------------------------------- | ------------------- |
| Огњена купина                  |                               | колективно                | Књажевско-српски театар           | 9. октобар 1997.    |
| Шест лица траже писца          | Глумица                       | Иван Церовић              | Савез драмских уметника Војводине | 29. децембар 2003.  |
| Коме верујете                  | Комшија                       | Даријан Михајловић        | Српско народно позориште          | 3. март 2004.       |
| Текелија                       | Друга девојка / Клеопатра     | Душан Петровић            | Српско народно позориште          | 2. октобар 2004.    |
| Ћелава певачица                | Гђа Мартин                    | Иван Клеменц              | Српско народно позориште          | 16. фебруар 2005.   |
| Чудо у Јабнелу                 | Егла                          | Милан Белегишанин         | Српско народно позориште          | 12. мај 2005.       |
| Ромео и Јулија                 | Јулија                        | Предраг Штрбац            | Српско народно позориште          | 6. децембар 2005.   |
| Наход Симеон                   | Тако                          | Томи Јанежич              | Српско народно позориште          | 25. мај 2006.       |
| Ружни                          | више улога                    | Предраг Штрбац            | Позориште „Душко Радовић”         | 25. јул 2006.       |
| Расправа (и тако те ствари)    | Егл                           | Слађана Килибарда         | Српско народно позориште          | 15. децембар 2006.  |
| Ја или неко други              | хор                           | Кокан Младеновић          | Српско народно позориште          | 23. март 2007.      |
| Скочиђевојка                   | хор                           | Кокан Младеновић          | Српско народно позориште          | 4. новембар 2007.   |
| Иванов                         | Саша                          | Предраг Штрбац            | Српско народно позориште          | 5. октобар 2007.    |
| Тартиф                         | Маријана                      | Душан Петровић            | Српско народно позориште          | 5. фебруар 2008.    |
| Годо на усијаном лименом крову | Маја                          | Никола Завишић            | Српско народно позориште          | 14. март 2008.      |
| Је ли било кнежеве вечере?     | Госпођица Катарина Лугомирски | Вида Огњеновић            | Српско народно позориште          | 8. октобар 2008.    |
| Три сестре                     | Ирина                         | Радослав Миленковић       | Српско народно позориште          | 22. мај 2009.       |
| Насртаји на њен живот          | више улога                    | Анђелка Николић           | Српско народно позориште          | 26. новембар 2009.  |
| Тајни дневник Вирџиније Вулф   | Мери                          | Милена Павловић Чучиловић | Српско народно позориште          | 6. фебруар 2010.    |
| Јуцуца                         | Јуцуца                        | Немања Петроње            | Српско народно позориште          | 8. мај 2010.        |
| Ујеж                           | Дана                          | Радослав Миленковић       | Српско народно позориште          | 10. децембар 2010.  |
| Зојкин стан                    | Мањушка                       | Дејан Мијач               | Српско народно позориште          | 20. април 2011.     |
| Родољупци                      | Милчика                       | Соња Вукићевић            | Српско народно позориште          | 15. јун 2011.       |
| Сеобе                          |                               | Вида Огњеновић            | Српско народно позориште          | 24. новембар 2011.  |
| Најављено убиство              | Џулија                        | Ксенија Крнајски          | Српско народно позориште          | 20. март 2012.      |
| Слуга двају господара          | Беатриче (од 2015)            | Борис Лијешевић           | Српско народно позориште          | 11. октобар 2012.   |
| Извештај из земље вила         |                               | Маргарета Табороши        | Новосадско позориште              | 21. септембар 2013. |
| Госпођа министарка             | Дара                          | Радослав Миленковић       | Српско народно позориште          | 24. јануар 2014.    |
| Оставите поруку или Бегунци    | Наташа                        | Вида Огњеновић            | Српско народно позориште          | 9. мај 2014.        |
| Мизантроп                      | Елијанта                      | Ива Милошевић             | Српско народно позориште          | 18. децембар 2014.  |
| Ивона, бургундска кнегиња      | Иза, дворска дама             | Радослав Миленковић       | Српско народно позориште          | 23. март 2015.      |
| Хамлет                         | Хамлет                        | Никола Завишић            | Српско народно позориште          | 29. јануар 2016.    |
| Час анатомије                  | (од сезона 2018/19)           | Андраш Урбан              | Српско народно позориште          | 28. фебруар 2017.   |
| Аника и њена времена           | Савета                        | Ана Ђорђевић              | Српско народно позориште          | 20. октобар 2017.   |
| Пут око света за 60 секунди    |                               | Миа Кнежевић              | Српско народно позориште          | 4. октобар 2018.    |
| Светозар                       | Милица Милетић                | Југ Радивојевић           | Српско народно позориште          | 24. новембар 2018.  |
| Смедерево 1941.                |                               | Ана Ђорђевић              | Српско народно позориште          | 27. септембар 2019. |

### Филмографија
| Год.  | Назив                      | Улога                  |
| ----- | -------------------------- | ---------------------- |
| 2004. | М(ј)ешовити брак (серија)  |                        |
| 2008. | Наша мала клиника (серија) | Лепосава               |
| 2008. | Дашак (кратки филм)        | Девојка са фотографије |
| 2021. | Бранилац (серија)          | Мила Вујисић           |
| 2022. | Хероји радничке класе      |                        |

### Синхронизације
| Година | Назив     | Улога |
| ------ | --------- | ----- |
| 2006.  | Гарфилд 2 | Мини  |

## Награде и признања
| Година | Остварење                           | Награда                                                                                           |
| ------ | ----------------------------------- | ------------------------------------------------------------------------------------------------- |
| 2006.  | Ромео и Јулија                      | Награда за најбољег младог глумца на 56. фестивалу професионалних позоришта Војводине у Зрењанину |
| 2011.  | Тајни дневник Вирџиније Вулф / Ујеж | Награда Предраг Томановић                                                                         |
| 2016.  | Ивона, бургундска кнегиња / Хамлет  | Годишња награда Српског народног позоришта                                                        |

## Галерија
- Фотографије Српског народног позоришта
- Тартиф, Драма СНП, 2007/08; једна од најпознатијих Молијерових комедија; у режији Душана Петровића; глумци: Јована Мишковић, Душан Јакишић
- Годо на усијаном лименом крову Бранка Димитријевића у режији Николе Завишића, Драма СНП-а, Нови Сад 2007/08; Марија Меденица, Јована Мишковић
- Јуцуца, Слободана Обрадовића у режији Немање Петроње; Драма СНП-а, Нови Сад, 2009-2010; Зоран Богданов, Марко Савић, Јована Мишковић
- Расправа (и тако те ствари), прозна комедија Пјера Марива; Јована Мишковић и Милица Грујичић, СНП, Нови Сад, 2006/07.
- Ромео и Јулија, трагедија Вилијама Шекспира у режији Предрага Штрпца, СНП, Нови Сад, 2005/2006, Јована Мишковић, глумица
- Три сестре, драма руског писца Антона Чехова; редитељ Радослав Миленковић, Драма СНП-а, Нови Сад, 2008/09; Драгиња Вогањац, Гордана Јошић Гајин, Јована Мишковић, иза-Милован Филиповић, Мирослав Фабри